# ラグビー女子日本代表
ラグビー女子日本代表（ラグビーじょしにほんだいひょう）は、日本ラグビーフットボール協会が組織するラグビーユニオンの15人制ナショナルチームである。愛称「サクラフィフティーン」。1983年の女子ラグビーチーム誕生をルーツに持ち、1988年には日本女子ラグビーフットボール連盟が発足。1991年の第1回ワールドカップ参加が、日本代表として最初の活動だった。

## 直近の動向

### 新ルールの導入
2025年1月1日、ワールドラグビーは、世界的試験実施ルール（コンバージョンキックまでの時間を90秒から60秒に短縮、ラインアウト形成は30秒以内、スクラム・ラック・モールでのスクラムハーフの保護、争われないラインアウトでのノットストレートの許容）を施行。
日本国内では4月1日から施行する。社会人大会ジャパンラグビーリーグワンでは、2024年12月21日のシーズン開幕戦から導入済み。

### 用語の変更
2025年1月6日、日本ラグビーフットボール協会は「新たにラグビー競技を観戦する人たちにわかりやすく伝えるため」として、用語の変更を発表した。主なものは、ノックオン→ノックフォワード、ジャッカル→スティール、 ゴールライン→トライライン、インゴールエリア→トライゾーン/トライエリアなど。

### 国内強化合宿・テストマッチ
出典：。詳細は「ラグビー女子日本代表 2025年メンバー」を参照。
- 2025年3月2日～3月15日 - JAPAN BASE（福岡県福岡市東区）
- 3月24日～4月6日 - JAPAN BASE
- 5月12日～6月1日 - JAPAN BASE（5月15日にカザフスタン代表戦、25日にホンコン・チャイナ代表戦[6]）
- 6月9日～6月28日 - 菅平高原（長野県上田市）
- 7月8日～7月27日 - 国内合宿（19日にミクニワールドスタジアム北九州で、26日に秩父宮ラグビー場で、スペイン代表戦）

　→7月のスペインとの2試合については「太陽生命 JAPAN RUGBY CHALLENGE SERIES 2025」も参照。

### 海外遠征
出典：。詳細は「ラグビー女子日本代表 2025年メンバー」を参照。
- 2025年4月12日～4月27日 - 北米遠征。4月26日に女子アメリカ合衆国代表と対戦（ロサンゼルス）[7]。
- 8月2日～8月12日 - イタリア遠征。8月9日（日本時間10日）に女子イタリア代表と対戦（カルヴィザーノ）[8]。
- 8月13日～ - イングランド入り。女子ラグビーワールドカップ2025（イングランド大会）へ。

### ワールドカップ2025
詳細は「ラグビー女子日本代表 2025年メンバー」「女子ラグビーワールドカップ2025」を参照。
2025年8月22日、女子ラグビーワールドカップ2025（第10回、イングランド大会）が開幕。
参加国は4つ増えて16か国となる。前大会でプール最下位だった日本は、上記「2024年女子アジアラグビーチャンピオンシップ」で優勝し、出場権を獲得した。日本はプールCに配置され、ニュージーランド、アイルランド、スペインと総当たり戦を行う。

### その他
- 2024年から2027年にかけて、ニュージーランドの女子大会「Super Rugby Aupiki （スーパーラグビー・アウピキ）」「Farah Palmer Cup（ファラー・パーマー・カップ）」において、日本の選手がプレーする機会を検討していくことになった[14]。これは、2023年5月10日に日本ラグビーフットボール協会がニュージーランドラグビー（ニュージーランドラグビー協会）と覚書を締結したことによる[14]。
- 上記をふまえ、「Super Rugby Aupiki 」に参加するチームChiefs Manawa[15]に、齊藤聖奈（PEARLS主将、日本代表でも主将経験あり）が2024シーズンに加入[16]。永田虹歩は2023年にニュージーランドのポンソンビー（Ponsonby Rugby Club）、2024年にブルーズに加入している[17]。
- 2024年から2029年まで、ワラルース（女子オーストラリア代表）との対戦を予定している[18]。また、Super Wのチームとの交流などを検討している。これは、2023年7月21日に日本ラグビーフットボール協会がラグビーオーストラリア（オーストラリアラグビー協会）と覚書を締結したことによる[18]。

## ワールドカップ戦績
| 回     | 大会名                           | 開催国           | ステージ                              | 日付            | 対戦相手         | 勝敗       | スコア     | 会場                                            | ヘッドコーチ            | 主将               |
| ------ | -------------------------------- | ---------------- | ------------------------------------- | --------------- | ---------------- | ---------- | ---------- | ----------------------------------------------- | ----------------------- | ------------------ |
| 第1回  | 女子ラグビー ワールドカップ 1991 | ウェールズ       | プール ステージ                       | 1991年 4月6日   | フランス         | ●          | 0-62       | アベラボン                                      | 岸田則子 （団長・選手） | 渡辺志保子         |
| 第1回  | 女子ラグビー ワールドカップ 1991 | ウェールズ       | プール ステージ                       | 1991年 4月10日  | スウェーデン     | ●          | 0-20       | スランハラン                                    | 岸田則子 （団長・選手） | 渡辺志保子         |
| 第1回  | 女子ラグビー ワールドカップ 1991 | ウェールズ       | 5-12位 準々決勝 勝てば 5-8位 準決勝へ | 1991年 4月11日  | スペイン         | ●          | 0-30       | スランハラン                                    | 岸田則子 （団長・選手） | 渡辺志保子         |
| 第2回  | 女子ラグビー ワールドカップ 1994 | スコットランド   | プール ステージ                       | 1994年 4月13日  | スウェーデン     | 〇         | 10-5       | メルローズ                                      | 岸田則子 （団長）       | 鬼頭（赤井）希久子 |
| 第2回  | 女子ラグビー ワールドカップ 1994 | スコットランド   | プール ステージ                       | 1994年 4月15日  | アメリカ合衆国   | ●          | 0-121      | メルローズ                                      | 岸田則子 （団長）       | 鬼頭（赤井）希久子 |
| 第2回  | 女子ラグビー ワールドカップ 1994 | スコットランド   | 5-12位 決定戦                         | 1994年 4月17日  | フランス         | ●          | 0-99       | エディンバラ                                    | 岸田則子 （団長）       | 鬼頭（赤井）希久子 |
| 第2回  | 女子ラグビー ワールドカップ 1994 | スコットランド   | 9-12位 決定戦                         | 1994年 4月20日  | カナダ           | ●          | 0-57       | メルローズ                                      | 岸田則子 （団長）       | 鬼頭（赤井）希久子 |
| 第2回  | 女子ラグビー ワールドカップ 1994 | スコットランド   | 11-12位 決定戦                        | 1994年 4月23日  | アイルランド     | ●          | 3-11       | Boroughmuir (エディンバラ)                      | 岸田則子 （団長）       | 鬼頭（赤井）希久子 |
| 第3回  | 女子ラグビー ワールドカップ 1998 | オランダ         | 出場ならず                            | 出場ならず      | 出場ならず       | 出場ならず | 出場ならず | 出場ならず                                      | 出場ならず              | 出場ならず         |
| 第4回  | 女子ラグビー ワールドカップ 2002 | スペイン         | プール ステージ                       | 2002年 5月13日  | スペイン         | ●          | 0-62       | ムニシパル・ド・コルネラ (バルセロナ)           | 萩本光威                | 外山智香子         |
| 第4回  | 女子ラグビー ワールドカップ 2002 | スペイン         | プール ステージ                       | 2002年 5月17日  | イタリア         | ●          | 3-30       | バルディリィ・アルー (バルセロナ)               | 萩本光威                | 外山智香子         |
| 第4回  | 女子ラグビー ワールドカップ 2002 | スペイン         | 13-16位 決定戦                        | 2002年 5月20日  | オランダ         | ○          | 37-3       | ジローナ (バルセロナ)                           | 萩本光威                | 外山智香子         |
| 第4回  | 女子ラグビー ワールドカップ 2002 | スペイン         | 13-14位 決定戦                        | 2002年 5月24日  | アイルランド     | ●          | 3-23       | ジローナ (バルセロナ)                           | 萩本光威                | 外山智香子         |
| 第5回  | 女子ラグビー ワールドカップ 2006 | カナダ           | 出場ならず                            | 出場ならず      | 出場ならず       | 出場ならず | 出場ならず | 出場ならず                                      | 出場ならず              | 出場ならず         |
| 第6回  | 女子ラグビー ワールドカップ 2010 | イングランド     | 出場ならず                            | 出場ならず      | 出場ならず       | 出場ならず | 出場ならず | 出場ならず                                      | 出場ならず              | 出場ならず         |
| 第7回  | 女子ラグビー ワールドカップ 2014 | フランス         | 出場ならず                            | 出場ならず      | 出場ならず       | 出場ならず | 出場ならず | 出場ならず                                      | 出場ならず              | 出場ならず         |
| 第8回  | 女子ラグビー ワールドカップ 2017 | アイルランド     | プール ステージ                       | 2017年 8月9日   | フランス         | ●          | 14-72      | ビリングスパークUCD (ダブリン)                  | 有水剛志                | 齊藤聖奈           |
| 第8回  | 女子ラグビー ワールドカップ 2017 | アイルランド     | プール ステージ                       | 2017年 8月13日  | アイルランド     | ●          | 14-24      | UCDボウル (ダブリン)                            | 有水剛志                | 齊藤聖奈           |
| 第8回  | 女子ラグビー ワールドカップ 2017 | アイルランド     | プール ステージ                       | 2017年 8月17日  | オーストラリア   | ●          | 15-29      | ビリングスパークUCD (ダブリン)                  | 有水剛志                | 齊藤聖奈           |
| 第8回  | 女子ラグビー ワールドカップ 2017 | アイルランド     | 9-12位 決定戦                         | 2017年 8月22日  | イタリア         | ●          | 0-22       | クイーンズ大学ベルファストグラウンド (ダブリン) | 有水剛志                | 齊藤聖奈           |
| 第8回  | 女子ラグビー ワールドカップ 2017 | アイルランド     | 11-12位 決定戦                        | 2017年 8月26日  | 香港             | ○          | 44-5       | クイーンズ大学ベルファストグラウンド (ダブリン) | 有水剛志                | 齊藤聖奈           |
| 第9回  | ラグビー ワールドカップ 2021     | ニュージーランド | プール ステージ                       | 2022年 10月9日  | カナダ           | ●          | 5-14       | Northland Events Centre (オカラパーク)          | レズリー・マッケンジー  | 南早紀             |
| 第9回  | ラグビー ワールドカップ 2021     | ニュージーランド | プール ステージ                       | 2022年 10月15日 | アメリカ合衆国   | ●          | 17-30      | Northland Events Centre (オカラパーク)          | レズリー・マッケンジー  | 南早紀             |
| 第9回  | ラグビー ワールドカップ 2021     | ニュージーランド | プール ステージ                       | 2022年 10月23日 | イタリア         | ●          | 8-12       | Waitakere Stadium (トラストアリーナ)            | レズリー・マッケンジー  | 南早紀             |
| 第10回 | 女子ラグビー ワールドカップ 2025 | イングランド     | プール ステージ                       | 2025年 8月24日  | アイルランド     |            |            | フランクリンズ・ガーデンズ (ノーサンプトン)     | レズリー・マッケンジー  | 長田いろは         |
| 第10回 | 女子ラグビー ワールドカップ 2025 | イングランド     | プール ステージ                       | 2025年 8月31日  | ニュージーランド |            |            | サンディ・パーク (エクセター)                   | レズリー・マッケンジー  | 長田いろは         |
| 第10回 | 女子ラグビー ワールドカップ 2025 | イングランド     | プール ステージ                       | 2025年 9月7日   | スペイン         |            |            | ヨーク・コミュニティ・スタジアム (ヨーク)       | レズリー・マッケンジー  | 長田いろは         |

## WXV 戦績
WXVはワールドカップ開催年を除き、毎年開催される予定。
| 年   | ディビジョン | 開催国           | 日付            | 対戦相手         | 勝敗 | スコア | 会場                                            | 結果       | ヘッドコーチ           | 主将       |
| ---- | ------------ | ---------------- | --------------- | ---------------- | ---- | ------ | ----------------------------------------------- | ---------- | ---------------------- | ---------- |
| 2023 | WXV 2        | 南アフリカ共和国 | 2023年 10月13日 | イタリア         | ●    | 15-28  | ステレンボッシュ ダニー・クレイブン・スタジアム | 4位/ 6か国 | レズリー・マッケンジー | 長田いろは |
| 2023 | WXV 2        | 南アフリカ共和国 | 2023年 10月21日 | サモア           | ○    | 32-10  | ケープタウン アスローン・スタジアム             | 4位/ 6か国 | レズリー・マッケンジー | 長田いろは |
| 2023 | WXV 2        | 南アフリカ共和国 | 2023年 10月27日 | スコットランド   | ●    | 7-38   | ケープタウン アスローン・スタジアム             | 4位/ 6か国 | レズリー・マッケンジー | 長田いろは |
| 2024 | WXV 2        | 南アフリカ共和国 | 2024年 9月27日  | 南アフリカ共和国 | ●    | 24-31  | ケープタウン DHLスタジアム                      | 6位/ 6か国 | レズリー・マッケンジー | 長田いろは |
| 2024 | WXV 2        | 南アフリカ共和国 | 2024年 10月5日  | スコットランド   | ●    | 13-19  | ケープタウン アスローン・スタジアム             | 6位/ 6か国 | レズリー・マッケンジー | 長田いろは |
| 2024 | WXV 2        | 南アフリカ共和国 | 2024年 10月11日 | ウェールズ       | ●    | 10-19  | ケープタウン アスローン・スタジアム             | 6位/ 6か国 | レズリー・マッケンジー | 長田いろは |

## 対戦成績 と 世界ランキング
| ワールドラグビー 女子ランキング   | ワールドラグビー 女子ランキング | ワールドラグビー 女子ランキング | ワールドラグビー 女子ランキング |
| --------------------------------- | ------------------------------- | ------------------------------- | ------------------------------- |
| 上位20チーム（2025年8月18日時点） |                                 |                                 |                                 |
| 順位                              | 変動*                           | チーム                          | ポイント                        |
| 1                                 | 増減なし                        | イングランド                    | 097.76                          |
| 2                                 | 増減なし                        | カナダ                          | 090.13                          |
| 3                                 | 増減なし                        | ニュージーランド                | 088.74                          |
| 4                                 | 増減なし                        | フランス                        | 085.72                          |
| 5                                 | 増減なし                        | アイルランド                    | 078.81                          |
| 6                                 | 増減なし                        | オーストラリア                  | 076.31                          |
| 7                                 | 増減なし                        | イタリア                        | 076.06                          |
| 8                                 | 増減なし                        | スコットランド                  | 075.33                          |
| 9                                 | 増減なし                        | ウェールズ                      | 072.18                          |
| 10                                | 増減なし                        | アメリカ合衆国                  | 072.05                          |
| 11                                | 増減なし                        | 日本                            | 068.83                          |
| 12                                | 増減なし                        | 南アフリカ共和国                | 068.04                          |
| 13                                | 増減なし                        | スペイン                        | 063.31                          |
| 14                                | 増減なし                        | フィジー                        | 059.98                          |
| 15                                | 増減なし                        | サモア                          | 059.72                          |
| 16                                | 増減なし                        | 香港                            | 057.56                          |
| 17                                | 増減なし                        | オランダ                        | 057.42                          |
| 18                                | 増減なし                        | ロシア                          | 055.10                          |
| 19                                | 増減なし                        | カザフスタン                    | 053.88                          |
| 20                                | 増減なし                        | ケニア                          | 050.68                          |
| *前週からの変動                   |                                 |                                 |                                 |

### 世界ランキング
2016年2月から女子の世界ランキングが導入され、日本は17位からスタートした。
2019年以降、上位のチームが順当に勝利するため、日本はほぼ12位のままだった。2022年5月10日に当時世界ランキング5位のオーストラリアに勝利した時も、ランキングは12位のまま変わらなかった。
2023年4月には、スコットランドとスペインが不調のため、日本は試合がないまま相対的にランクが上がり、2023年4月9日付から4月23日付まで10位になった。翌週4月30日はスコットランドが復調し、日本は11位となった。
2023年10月2日付では、格上イタリアに勝利したことで10位へ浮上したが、WXV2でイタリアに敗れ2023年10月16日付で11位に。
WXV 2024第1戦において、12位の南アフリカ共和国に敗れたことから、2024年9月30日付では入れ替わって日本が12位に転落した。しかし、翌週に南アフリカ共和国がホームでの対戦でオーストラリアに敗れたため、10月7日付で日本11位、南アフリカ共和国12位に戻った。
2025年4月19日に、12位南アフリカ共和国が 13位スペインを破り、大幅にポイントを得て11位に上昇。11位だった日本は、2025年4月21日付でポイントはそのままで、12位に落ちた。その翌週に、9位アメリカ合衆国に勝利したことで2025年4月28日付で11位に戻る。

### 対戦相手別 対戦回数・勝敗・勝率
2025年7月26日のスペイン代表戦（第2戦）までの集計。
| 対戦相手         | 初回対戦年 | 最新対戦年 | 対戦回数 | 勝利 | 引分け | 敗退 | 勝率   |
| ---------------- | ---------- | ---------- | -------- | ---- | ------ | ---- | ------ |
| アイルランド     | 1994       | 2022       | 7        | 1    | 0      | 6    | 14.3%  |
| アメリカ合衆国   | 1994       | 2025       | 5        | 1    | 1      | 3    | 20.0%  |
| イタリア         | 2002       | 2024       | 6        | 1    | 0      | 5    | 16.7%  |
| ウェールズ       | 2021       | 2024       | 2        | 0    | 0      | 2    | 0.0%   |
| オーストラリア   | 2017       | 2022       | 4        | 1    | 0      | 3    | 25.0%  |
| オランダ         | 2002       | 2004       | 2        | 1    | 0      | 1    | 50.0%  |
| カザフスタン     | 2005       | 2025       | 11       | 4    | 0      | 7    | 36.4%  |
| カナダ           | 1994       | 2022       | 2        | 0    | 0      | 2    | 0.0%   |
| サモア           | 2000       | 2023       | 2        | 2    | 0      | 0    | 100.0% |
| シンガポール     | 2007       | 2014       | 4        | 4    | 0      | 0    | 100.0% |
| スウェーデン     | 1991       | 1994       | 2        | 1    | 0      | 1    | 50.0%  |
| スコットランド   | 2019       | 2024       | 4        | 1    | 0      | 3    | 25.0%  |
| スペイン         | 1991       | 2025       | 5        | 3    | 0      | 2    | 60.0%  |
| フィジー         | 2016       | 2024       | 6        | 5    | 0      | 1    | 83.3%  |
| フランス         | 1991       | 2017       | 3        | 0    | 0      | 3    | 0.0%   |
| 香港             | 1998       | 2025       | 19       | 18   | 0      | 1    | 94.7%  |
| 南アフリカ共和国 | 2022       | 2024       | 3        | 1    | 0      | 2    | 33.3%  |
| 合計             | 1991       | 2025       | 87       | 44   | 1      | 42   | 50.6%  |

## 選手・スタッフ
2025年8月開催「女子ラグビーワールドカップ2025（イングランド大会）」に向けて、2025年1月22日に日本ラグビーフットボール協会が、女子15人制日本代表スコッド36名を発表した。
このメンバーを中心に、合宿・アメリカ遠征・アメリカ合衆国代表戦・スペイン代表戦などを行い、最終的に2025年7月27日に女子ラグビーワールドカップ2025登録メンバー32名を発表した。

## 歴史
1965年にフランスで世界飢餓チャリティー目的の女子ラグビー大会が開催され成功をおさめ、1969年には女子ラグビーフランス協会（ARF Association française de rugby féminin）が作られた。1970年代にはイングランド、アメリカ、カナダなどで女子チームが活動していた。

### 1983年 日本女子チームの誕生
1983年（昭和58年）に、日本で女子ラグビー3チームが発足した。世田谷レディース（現・世田谷区ラグビースクール）、ブラザー工業レディース（現・名古屋レディースR.F.C）、松阪レディース。以後、各地で女子ラグビーチームが誕生する。

### 1988年 日本女子ラグビー連盟が誕生
1988年（昭和63年）4月、日本女子ラグビーフットボール連盟が発足。当時、15チームが加盟していた。11月3日に第1回女子ラグビー交流大会が駒沢オリンピック公園で開催された。
1989年（平成元年）7月31日から8月7日まで、名古屋レディースがニュージーランドへ初の海外遠征を行った。
1990年8月、ニュージーランドで開催の「The 1990 Women's World Festival」（1990年世界女子フェスティバル）に、レディース全東京A・Bと名古屋レディースが参加。

### 1991年 第1回ワールドカップ出場
女子ラグビーワールドカップ1991（第1回ウェールズ大会）が1991年4月開催され、日本を含む12チームが招待された。1991年4月6日のフランス戦が、女子日本代表として最初の国際試合（テストマッチ）となる。この大会では、3試合とも無得点で敗れた。
日本代表チームは、全額自己負担で、コーチやドクターが帯同せず、選手のみの渡航となった。日本女子ラグビーフットボール連盟を創立した岸田則子は、選手でありながら団長（監督）を兼務した。岸田は背番号1のプロップだったため、後年、キャップが授与された時にはキャップ番号も「1」となった。

### 1994年 第2回ワールドカップで初勝利
女子ラグビーワールドカップ1994（第2回スコットランド大会）にも、日本を含む12チームが招待され、スウェーデンから1勝を挙げた。4月15日のアメリカ戦では0-121で大敗し、これが女子日本代表チームにとって「最大差敗戦試合」記録となる。
1994年6月、香港が来日し、対戦。
1996年11月、アメリカ北太平洋沿岸代表のロガーズ（Loggers）を迎え対戦した。

### 1998年 第3回ワールドカップの参加資格が認められず
女子ラグビーワールドカップ1998（第3回オランダ大会）から、世界のラグビー統括機関であるIRB（国際ラグビー評議会。現・ワールドラグビー）の主催となった。書類選考で出場国が決められる際に、日本は「国際試合の資料に乏しい」（「国際試合が少ない」という意味）と指摘され、ワールドカップ3大会連続出場ができなくなった。ワールドラグビーは、当時のことを「出場資格の ”international matches” の解釈に誤解があった」（「4年間海外遠征が無かったことのみを判断材料にし、4年間に2回 海外チームが来日して対戦した実績を見落とした」という意味）と記している。これを受け、以後日本は北米やサモア、ニュージーランドへと積極的に海外遠征をするようになる。
IRBは「1国に1統括団体のみ」という方針のため、日本ラグビーフットボール協会に所属していない日本女子ラグビーフットボール連盟は、別の統括団体とみなされ、今後日本代表として女子ラグビーの国際大会に参加しにくくなることが明らかだった。イングランド、フランス、カナダなど女子ラグビーの先進国も日本と同様に、当初は自国のラグビー協会と別に活動していた。
1998年4月、香港が来日し、対戦。
1998年9月、アメリカシアトル遠征。「北米チャレンジカップ（North American Challenge Cup）」に出場。
2000年7月、サモア・ニュージーランド遠征。

### ワールドカップ予選を勝ち抜く
スペインで2002年開催予定のワールドカップも、過去の大会同様、当初は書類選考のみで出場国を決定することになっていた。しかし2000年11月に予選試合の実施が発表された。
日本・香港・サモアの3ヵ国でアジア・太平洋地区予選を行い上位2ヵ国に出場権を与えること、2000年7月に日本がサモアを12-10で破った試合を予選として扱うこととなった。この時点で勝利していた日本の出場権獲得は濃厚になったが、2000年12月のアジア・太平洋地区予選でも香港に62-0で勝ち、これで正式に女子ラグビーワールドカップ2002への出場が決まった。
2001年8月、ニュージーランド遠征。カンタベリーAに0-89で大敗。
2002年3月、カナダ遠征。バンクーバーセレクト、ブリティッシュコロンビアと対戦。

### 2002年 日本ラグビーフットボール協会に加盟
2002年4月1日に、日本女子ラグビーフットボール連盟が日本ラグビーフットボール協会（JRFU）に加盟。ラグビーユニオンを統括するIRB（国際ラグビー評議会。現・ワールドラグビー）は「1国に1統括団体」の方針のため、ラグビー女子日本代表はJRFUが管轄するチームとして、IRB主催ワールドカップ出場への基本条件が得られたことになる。
2002年4月、ニュージーランドのカンタベリーが来日し対戦。この試合から、日本ラグビーフットボール協会の日本代表チームとして「桜のエンブレム」がジャージに付く。

### 2002年 第4回ワールドカップで2勝目
女子ラグビーワールドカップ2002（第4回スペイン大会）で、日本はオランダを37-3で破って男子より先にW杯2勝目を上げ、出場16ヵ国中14位となった。

### 第5回 - 第7回ワールドカップ アジア予選敗退が続く
2004年11月、初めてのヨーロッパ遠征で、オランダ、アイルランドと対戦。男子と同じデザインのジャージとなる。
女子ラグビーワールドカップ2006（第5回カナダ大会）では出場枠が16から12に減らされ、日本はアジアで実績最上位のカザフスタンと出場権を争うことになった。2005年6月にアジア地区予選がタイで行われたが、日本は6月5日の初戦で香港に78-0で勝つも、決勝でカザフスタンに3-19で敗れ、本大会出場権を逃した。この香港戦は「最大差勝利試合」の記録となる。
2006年8月、オーストラリア遠征でクラブチームに2勝。
2007年11月、アジア女子選手権（中国・昆明市で開催）3位。
2008年6月、アジア女子選手権（カザフスタンで開催）2位。
2009年9月、カナダ遠征。
女子ラグビーワールドカップ2010（第6回イングランド大会）も、2009年11月アジア地区予選でカザフスタンに敗れ、2位。2大会連続でワールドカップ出場権を得られなかった。
2010年4月、日本ラグビーフットボール協会内に女子委員会が設立され、日本女子ラグビーフットボール連盟は発展的解消となる。
2010年4月、香港来日し、対戦。9月、イングランド遠征。
2011年4月、香港遠征、15-0で勝利。
2012年7月、アジア四か国対抗で、決勝でまたもカザフスタンに8-17で敗れる。
2013年6月18日、女子ラグビー日本代表の愛称が「サクラフィフティーン」に決まる。
女子ラグビーワールドカップ2014（第7回フランス大会）は、2013年9月にマレーシアで開催の地区予選で、23-25でカザフスタンに敗退、3度目の足止めとなった。

### ワールドカップへ16年ぶりに出場決定
2014年5月、アジア四か国対抗で、香港とシンガポールには勝つが、カザフスタンに敗れる。
2015年5月、女子アジアラグビーチャンピオンシップで、香港とカザフスタンに勝利。
2016年2月、女子にも世界ランキングが導入される。日本は17位からスタート。
2016年5月、女子アジアラグビーチャンピオンシップで、香港に勝利。
ワールドカップ2017には、2016年12月香港で開催のアジア・オセアニア地区予選で、カザフスタンが予選不参加だったこともあり、香港とフィジーを破り1位突破。4大会ぶり（16年ぶり）4回目のW杯出場を決めた。
2017年7月、女子アジアチャンピオンシップで香港に2勝

### ベスト・フィフティーンにSHが選抜
女子ラグビーワールドカップ2017（第8回アイルランド大会）が2017年8月に開催された。日本はプール戦最下位。順位戦で香港に勝ちW杯3勝目、12チーム中11位となる。津久井萌は、日本代表として男女を通じて最年少となる17歳でスクラムハーフとして5試合すべて出場し、この大会のドリームチーム（ベスト・フィフティーン）に選ばれ、ワールドラグビーから記念品を授与され、さらに第67回日本スポーツ賞を受賞した。

### ワールドラグビー理事に選出
2018年5月18日、浅見敬子がワールドラグビーの理事に選出された。
ニュージーランドで2021年開催予定の第9回大会「女子ラグビーワールドカップ2021」は、女子と男子の平等性を高める取り組みの一環として、大会名から「女子（Women's）」の単語を削除し「ラグビーワールドカップ2021」となることが決まった。しかし、2025年大会では再び「女子」をつけることになり、「女子ラグビーワールドカップ2025（2025 Women's Rugby World Cup）」となった。
2018年10月17日 - 女子15人制日本代表および男女7人制日本代表にもキャップ制度を導入。女子ラグビーワールドカップ1991（第1回ウェールズ大会）までさかのぼって、日本代表選手としてキャップを授与することが決まった。授与式は、2022年8月27日、秩父宮ラグビー場でアイルランド戦のハーフタイムに行われた。
2019年1月31日、女子15人制日本代表ヘッドコーチにレズリー・マッケンジーが就任。国内大学チームなどでのコーチ経験があり、2018年には7人制女子日本代表のアシスタントコーチを務めた。

### 感染症の世界的流行でワールドカップが延期
2020年3月に香港で開催予定のラグビーワールドカップ2021のアジア最終予選は、日本、カザフスタン、香港の総当たり戦から勝ち上がるとワールドカップ本戦へ、また準優勝で敗者復活戦への出場権が得られるはずであった。しかし、新型コロナウイルスの世界的な流行により延期された。
2021年2月中旬には、ラグビーワールドカップ2021が2021年5月8日開催へ延期された。その後、2022年開催へと再度延期を発表した。この延期に合わせて、2021年5月時点の発表では、ワールドカップ2021の予選および本戦出場を決めた各チームはワールドラグビーから総額2百万ポンドの助成金支給を告げられた。
延期された大会日程において、観客の利便性を重んじて全対戦カードを週末に集中させ、選手の体調管理に配慮し最低5日間の休養日を設けたことにより、開催期間は従来の35日から43日に延びた。それに対応するために、1日に行う試合数を3試合に増やして試合数の消化を行った。
2021年3月16日、ワールドラグビーは女子15人制の新しい世界大会「WXV」の開催を発表した。
2021年10月20日、長引く新型コロナウイルス感染症の世界的流行のため、ワールドラグビーは女子世界ランキングがアジアで最上位（12位）の日本に、自動的にラグビーワールドカップ2021（2022年開催）への出場権を与えることを発表した。

### 2022年 第9回ワールドカップ プール戦敗退
ワールドカップに向けた準備として、2022年5月にオーストラリア遠征を実施した。ゴールドコーストにおいて、5月1日フィジーに勝利、5月10日にオーストラリアにも勝利した。両試合の間には、ブリスベンで5月6日にオーストラリアン・バーバリアンズにも勝利した。
2022年8月27日に秩父宮ラグビー場で行われたアイルランド戦に勝利。そのハーフタイムに、歴代女子日本代表197名へのキャップ授与式が行われた。代表して岸田則子、渡辺志保子、鬼頭（旧姓・赤井）希久子、外山智香子、冨田真紀子、浅見敬子が、ピッチ上でキャップを授与された。
ラグビーワールドカップ2021（第9回ニュージーランド大会）が2022年10月に開催され、日本代表はプール戦を3戦とも敗れ、プール最下位で敗退した。キャプテンの南早紀は、「自分たちはベスト8に行くのだという強い思いがあった。そこに届くことできず、残念な気持ちで一杯」とコメントした。

### 2023年 WXV2出場
2022年12月27日、ヘッドコーチ レズリー・マッケンジーの2024年3月31日までの契約更新が発表。2023年秋に開催される「WXV」での成果が求められる。
2023年4月9日付の世界ランキングで、上位2チームが敗戦したため、相対的に日本は試合がないまま12位から10位に上がり、過去最高ランキングとなる。4月30日には11位となる。
2023年4月12日、日本ラグビーフットボール協会が女子ワールドカップ2037の日本誘致方針を発表した。
2023年5月8日から新型コロナウイルスに関する強い規制が撤廃され、ウイルス流行前の状態に戻った。
2023年5月28日、女子アジアラグビーチャンピオンシップ決勝戦で72-0でカザフスタンを圧勝。10月開催のWXV2（南アフリカ大会）への出場権を獲得した。
2023年6月28日から7月18日まで、スペイン遠征を実施。スペイン代表と親善試合（キャップ非対象）とテストマッチ（キャップ対象）を行い、アウェイながら連勝した。9月30日のイタリア戦は、VXVの前哨戦だったが、25-24（前半22-7）で勝利した。
2023年10月、WXV2の日本はアメリカ・南アフリカと同じプールAに入り、プールBの3チーム（イタリア、サモア、スコットランド）と戦い、1勝2敗。
2024年（令和6年）5月27日、女子アジアラグビーチャンピオンシップで優勝し、ワールドカップ2025の出場権を得た。6月7日-21日にフィジー遠征を行う。 
アメリカ合衆国との国内2連戦において、8月11日の第1戦では 後半アメリカ合衆国をノートライに抑えたが追いつかれ、17-17（前半12-14）で引き分け。8月17日の第2戦は8-11（前半8-5）で敗れた。2024WXV2（南アフリカ大会）の前哨戦として9月15日に行われたイタリア代表戦は、8-24（前半3-12）で敗戦。 
2024年（令和6年）10月12日、2024WXV2で3戦全敗し最下位となった。 
2025年（令和7年）6月22日、女子日本代表と男子日本代表のジャージを刷新。カンタベリー製となった2003年以降としては、男子ワールドカップ開催年以外での変更は、初めてとなる。 
2025年（令和7年）7月26日のスペイン代表第2戦（秩父宮ラグビー場）は、15人制ラグビー女子日本代表としての国内入場者数が、2022年8月27日アイルランド代表戦の4,569人を上回り、最多記録を更新した。世界ランキングがほぼ同じアメリカ合衆国代表とスペイン代表を相手に無敗が続いたが、8月9日の格上イタリア代表戦では15-33で敗れた。 

## 歴代ヘッドコーチ

### ヘッドコーチ
- 1991年 - 2008年：岸田則子（団長 兼 選手として）[21][67]
- 2009年 - 2013年：萩本光威[124][125]
- 2014年 - 2018年：有水剛志[126][127]
- 2019年 - ：レズリー・マッケンジー[128]

### ナショナルチームディレクター
- 2012年1月11日 - 2017年1月17日：日本代表ゼネラルマネージャー：岩淵健輔[129][130]
- 2017年1月18日 - 2019年：女子日本代表ゼネラルマネージャー/強化委員長：岩淵健輔[131]
- 2019年 - 2022年11月29日：女子日本代表ナショナルチームディレクター：浅見敬子[132]
- 2022年11月30日 - ：女子15人制日本代表・女子セブンズ日本代表 ナショナルチームディレクター：宮﨑善幸[133]

## 選手の発掘育成、W杯誘致、プロモーション

### 育成プロジェクト
日本ラグビーフットボール協会は、女子15人制の未来の選手となるジュニア選手からユース選手の発掘をめざし、招待制の強化合宿を「TID（ティーアイディー＝Talent Identification=才能発掘）合宿」と名付けて育成に務めている。さらに、「女子15人制TID Strong Girls発掘プロジェクト」も進めている。
2021年秋からは、女子高校生対象の次世代リーダー育成事業「ラグビー・エンパワメント・プロジェクト」を設け、高校部活動へのフォローを強めている。2023年度には男女共同参画の視点からすべての高校生が対象となった。

### 競技人口対策
日本のラグビー競技人口は、全体では減少傾向にある中、女子の競技者は増加している。2016年3月の女子競技人口は588人（女子55チーム）だったが、2023年3月は1,012人（同75チーム）になった。（詳細は日本ラグビーフットボール協会#競技人口の推移を参照）
しかし、2023年4月12日に日本ラグビーフットボール協会は「女子ラグビー中長期戦略計画」を発表し、日本における女子ラグビーにおいて、競技人口の少なさや、環境の厳しさという問題を提示している。競技人口の少なさにより、保護者を含めた周囲の理解が得られにくく、学校でのクラブも少なく試合機会も乏しい。さらに、かつての女子ラグビー経験者が再び女子ラグビーの価値観に触れるコミュニティが少ないため、現役の競技者は経験者との接点が得られにくいという悪循環となっている。
この計画により、日本ラグビーフットボール協会理事の香川あかねが事業遂行責任者として「Director of Women's Rugby 女子ラグビー担当」になった。

### 女子大会の活発化とW杯誘致
近年、ワールドラグビーは、男子と女子をセットでワールドカップの開催決定をする流れになっている（2027年男子と2029年女子はオーストラリア開催、2031年男子と2033年女子はアメリカ合衆国開催）。2035年男子大会を日本で開催したい日本ラグビーフットボール協会は、2037年女子大会の日本開催も視野に、女子ラグビーの充実を目標としている。
また、ワールドラグビーは2025年から女子W杯の参加国を12から16に増やし、充実をはかる。それに対応するため2023年から女子ラグビーの新しい国際大会「WXV」を新設。女子ワールドカップの年以外は毎年開催し、世界の女子ナショナルチーム18か国が定期的に国際試合をする機会を増やした。日本もWXV2から参加する。
香川理事は、WXV第1回大会前のインタビューで「WXVでの3試合、アジアチャンピオンシップでの2試合で、計5試合が年間試合として確定する。しかも、アジア以外の自分たちと同レベルかそれ以上の国と対戦できる。これは強化のプランニング上、非常に大きい」と語っている。

### YouTube配信
2023年5月10日、日本ラグビーフットボール協会公式YouTubeチャンネルにおいて、女子ラグビーコミュニティー情報を定期的に発信する番組「Girls Rugby Channel」を隔週で配信開始。

### ニュージーランドとの提携
2023年5月10日、日本ラグビーフットボール協会が、2024年から2027年までの期間において、ニュージーランドラグビー協会と連携に関する覚書を締結した。これにより、日本の女子トップ選手が、「Sky Super Rugby Aupiki （スカイ スーパーラグビー アウピキ）」や「Bunnings Warehouse Farah Palmer Cup（バニングス・ウェアハウス ファラー パーマー カップ）」に参加する機会を検討することになった。

## キャップ数 トップ10
日本代表選手として実際にテストマッチや国際大会の試合でプレイした選手には、キャップが与えられる。初キャップ対象者には小さな赤い帽子を与え、2キャップ目からは星型の刺繍がされたワッペンを与えて帽子に縫い付けていく。帽子には選手固有の通し番号が刺繍されている。リザーブ（控え選手。英語では Replacements あるいは Substitutes）として出場していても、試合でプレイしなかった選手には与えられない。
近年の選手は、女子ラグビーのテストマッチの機会が増えたことにより、黎明期よりもキャップ数が多い。1991年に行われた最初のテストマッチ出場17名のうち、もっともキャップ数が多い選手は Cap No.12の宮河（菅井）輝美で、1994年までの3年間で7Capを獲得した。
2024年6月7日現在。
| 名前       | キャップ数 | 主なポジション | 初Cap年 | 最新Cap年 | Cap No. | 備考                 |
| ---------- | ---------- | -------------- | ------- | --------- | ------- | -------------------- |
| 齊藤聖奈   | 40         | FL             | 2012    | 2024      | No.119  | RWC2017、RWC2021出場 |
| 鈴木実沙紀 | 31         | FL、HO         | 2010    | 2022      | No.103  | RWC2017、RWC2021出場 |
| 長田いろは | 29         | FL             | 2016    | 2024      | No.164  | RWC2017、RWC2021出場 |
| 南早紀     | 29         | PR、HO         | 2015    | 2022      | No.144  | RWC2017、RWC2021出場 |
| 津久井萌   | 28         | SH             | 2016    | 2023      | No.159  | RWC2017、RWC2021出場 |
| 山本実     | 28         | SO             | 2015    | 2023      | No.141  | RWC2017、RWC2021出場 |
| 古田真菜   | 25         | CTB            | 2016    | 2024      | No.157  | RWC2021出場          |
| 加藤幸子   | 24         | PR             | 2017    | 2024      | No.168  | RWC2021出場          |
| 永井彩乃   | 23         | FL、No8        | 2017    | 2024      | No.179  | RWC2021出場          |
| 大塚朱紗   | 23         | SO、CTB        | 2019    | 2024      | No.186  | RWC2021出場          |

## パートナー、スポンサー、サプライヤー
2025年7月27日現在。
- 日本代表トップパートナー：大正製薬[154][155]
- 女子日本代表オフィシャルパートナー：太陽生命[156]、三井住友銀行[157]、セコム[158]、カンタベリー（ゴールドウィン）[155]
- 女子日本代表オフィシャルスポンサー：三菱地所[159]、青南商事[160]、アサヒビール[161]
- 日本代表オフィシャルサポーター：JTBスポーツ[162]、KASHIYAMA（オンワード樫山）[163]、、TVS REGZA[164]、日本航空[165]
- 日本代表サプライヤー：GILBERT（スズキスポーツ）[166]、ザバス[167]、アサヒ飲料[161]、日の丸自動車興業[168]